# AR Гончих Псов
AR Гончих Псов (лат. AR Canum Venaticorum) — одиночная переменная звезда в созвездии Гончих Псов на расстоянии приблизительно 24 664 световых лет (около 7562 парсек) от Солнца. Звёздная величина диапазона CV звезды — от +19,3m до +18,2m.
Открыта Людвигом Мейнунгером в 1972 году*.

## Характеристики
AR Гончих Псов — жёлто-белая пульсирующая переменная звезда типа RR Лиры (RRAB) спектрального класса F. Эффективная температура — около 6760 K.